# Улица Александра Довженко (Чернигов)
Улица Александра Довженко (до 2024 года — улица Толстого) (укр. Вулиця Олександра Довженка) — улица в Новозаводском районе города Чернигова, исторически сложившаяся местность (район) Третьяк, Подол — Лесковица, Болдины горы, посёлок ТЭЦ; одна из главных транспортных артерий города. Пролегает от улицы Елецкая до улицы Ивана Мазепы.
Примыкают улицы Старостриженская, Тихая, Успенская, Лысенко, Князя Чёрного, Святославская (Нахимова), Варзара, Лесковицкая, Межевая, Троицкая (Суворова), Музыкальный переулок, Музыкальная, Болдинский переулок (2-й переулок Толстого), Старопосадская.

## История
В 1919 году улица Подмонастырская переименована на улицу Толстого — в честь русского писателя, одного из величайших в мире писателей-романистов Льва Николаевича Толстого.  
15 июня 1966 года улица на протяжении всей длины стала участком нового троллейбусного маршрута № 8, связав ПО «Химволокно» с Бобровицким жилмассивом.
Улица выделяется неповторимостью планирования, где каждый участок связан с памятниками архитектуры и искусства, храмами. Между улицами Тихая и Елецкая в северо-восточном направлении улицу украшал силуэт Воздвиженской церкви (не сохранилась), а в юго-западном над одноэтажной усадебной застройкой и Лесковицким лугом был виден край Болдиных гор, где в пойме Десны располагалось урочище Городок и пристань на Десне (протекавшая в древности под горой, исходя из геологических исследований). Между улицами Тихая и Успенская в западном направлении открывается панорама Свято-Троицкого собора, а в восточном — Спасо-Преображенского собора. Между улицами Успенская и Варзара был расположен храм Михаила, на Валу — храм Фёдора. Возле перекрёстка улиц Толстого и Северянской в 1983 году были обнаружены подземные останки каменного храма 12 века.
С целью проведения политики очищения городского пространства от топонимов, которые возвеличивают, увековечивают, пропагандируют или символизируют Российскую Федерацию и Республику Беларусь, 8 февраля 2024 года улица получила современное название — в честь украинского советского кинорежиссёра, писателя, кинодраматурга Александра Петровича Довженко, согласно Решению Черниговского городского совета № 37/VIII-21 «Про переименование улиц в городе Чернигове» («Про перейменування вулиць у місті Чернігові»). В свою очередь, во избежание дублирования наименований улиц, улица Довженко исторически сложившаяся местности (район) Берёзки была преобразована в переулок под названием Киевский переулок. 

## Застройка
Улица пролегает в юго-западном направлении, делая несколько плавных поворотов и огибая Елецкую гору и Болдины горы. Улица соединяет центр города с частью историко-архитектурного заповедника (Чернигов древний) на Болдиных горах и далее с юго-западным промышленным районом, селами Черниговского района (Павловка, Трисвятская Слобода, Киенка, Гущин, Жавинка), аэропортом возле села Шестовица (ныне закрыт). Улица частично (между улицами Лесковицкая и Старостриженская) расположена в пойме реки Десна.
Начало улицы (до примыкания Старостриженской) проходит по древнему Третьяку. Затем, огибая мыс Елецкой Горы, направляется на юго-запад, где большая часть пролегает по древнему Подолу — Лесковица. Перед (у подножья и на вершине) Болдиными горами расположен Мемориал Славы, открытый 8 мая 1986 года. Затем огибает с правой стороны Болдины горы, где расположены парк на месте курганного могильника «Болдины горы» и комплекс сооружений Свято-Троицкого монастыря — часть национального историко-архитектурного заповедника Чернигов древний. Курганный могильник «Болдины горы» (курганы Безымянный и Гульбище, и ещё 230 курганов), что входит «Некрополь древнего города Чернигова» — национальный памятник археологии. Конец улицы парная сторона занята посёлком ТЭЦ, непарная — территорией бывшей фабрики музыкальных инструментов.
Улица занята усадебной застройкой, на территории посёлка ТЭЦ — многоэтажной жилой застройкой (4-5-этажные дома).
- Начало улицы — вид с перекрёстка с Елецкой улицей
- В направлении Елецкого Успенского монастыря — вид с перекрёстка с Лесковицкой улицей
- Улица и Комплекс сооружений Свято-Троицкого монастыря
- Справа многоэтажные жилые дома (посёлок ТЭЦ), слева промзона
- Музей Истории Лесковицы
- Перекрёсток с улицей Князя Чёрного

Учреждения:
1. дом № 17 — школа № 4, музей истории Лесковицы — в разных зданиях
2. дом № 28 — Черниговская фабрика лозовых изделий
3. дом № 92 — Комплекс сооружений Свято-Троицкого монастыря
4. дом № 96 — отделение связи «Укрпочта» № 14
5. дом № 110 — Черниговский приют для детей возрастом 3-18 лет
6. дом № 110 А — Черниговский центр социально-психологической реабилитации детей
7. дом № 116 — центр народных ремёсел для детей и юношества
8. дом № 148 — школа № 24

Памятники архитектуры и истории:
Все (кроме 14) на территории Комплекса сооружений Свято-Троицкого монастыря — часть национального историко-архитектурного заповедника Чернигов древний. Национальные 1-7 — архитектуры и истории, 8 — истории, 9-10 — архитектуры
1. дом № 92 — Троицкий собор (17 век)
2. дом № 92 — Колокольня Троицкого собора (18 век)
3. дом № 92 — Введенская церковь (17 век)
4. дом № 92 — Северо-восточные кельи (17-18 века)
5. дом № 92 — Южные кельи (17-18 века)
6. дом № 92 — Юго-западные кельи (17-18 века)
7. дом № 92 — Архиерейский дом (18 век)
8. дом № 92 — Могила Л. И. Глебова (1893)
9. дом № 92 — Типография (18 век)
10. дом № 92 — Стены с воротами и башнями Троицко-Ильинского монастыря (17-18 века)
11. дом № 92 — Юго-восточные кельи с пекарней Троицко-Ильинского монастыря (19 век) — местного значения архитектуры
12. дом № 92 — Могила Г. С. Щербины (1903, 1967) — местного значения истории
13. дом № 92 — Памятный знак Черниговскому казацкому полковнику С. Д. Подобайло (1999) — вновь выявленный истории
14. Болдины горы — Мемориал Славы советским воинам, партизанам и подпольщикам — местного значения истории

Есть ряд значимых и рядовых исторических зданий, что не являются памятниками архитектуры или истории: усадебные дома № 2, 7, 11, 13, 14, 17 (здание музея), 18, 20, 22/2, 24, 26, 36/2, 37, 48, 55, 51, 60/1, 68, 70, 72, 76, 80, 90.
Мемориальные доски:
1. дом № 17 — «автору идеи, основателю и первому директору музея „Истории Лесковицы“, выпускнику ООШ I—III уровней № 4» Анатолию Ивановичу Варенику — на здании музея (гранитная доска с фото)
2. дом № 28 — «основателю Черниговской Лозовой фабрики, талантливому организатору промышленного производства» Борису Марковичу Гольденбергу — на здании фабрики (гранитная доска с фото, 20 января 2014 года)[10]
3. дом № 100 — Герою Советского Союза Андрею Алексеевичу Бордюгову — на доме, где жил (1965-2003)
4. дом № 100 — заслуженному работнику культуры Украины, главе областного совета военно-патриотических объединений Тимофею Максимовичу Корнюшенко  — на доме, где жил (1965-2004)

Памятники природы местного  значения:
1. возле дома № 90 — многовековой дуб